# Véronique Girardet
Pour les articles homonymes, voir Girardet.
Véronique Girardet-Allard, née le 10 septembre 1965 à Besançon, est une sportive française de Saint-Laurent-du-Var, de 1,60 m pour 51 kg, licenciée au ST Castillonnaise, pratiquant le tir dans la discipline du skeet olympique. Aujourd'hui licenciée au Tir Club DUBOURDIEU CESTAS (Gironde).
Elle s'orienta en fait réellement assez tardivement à cet exercice, au début des années 2000. 
Elle exerce une activité professionnelle au sein même de la fédération française.
Ses entraîneurs fédéraux sont Bruno Rossetti et Antony Szewc.
Elle a participé aux Jeux olympiques en 2008 et 2012 (à 46 ans passés).

## Palmarès (en skeet)
- Recordwoman du monde de skeet en 2005 (96 plateaux d'argile sur 100).

### Championnats du monde
- Championne du monde en 2005 (Lonato).

### Coupe du monde
- 2e en 2004 (Athènes).
- 3e en 2002 (Suhl), et en 2003 (Grenade).

### Championnats d'Europe
- Vice-championne d'Europe en 2004 (Latsia).
- 3e des championnats d'Europe par équipes en 2004 (Latsia).
- Vice Championne d'Europe en Juin 2014 (Sarlospuszta)

### Championnats de France
- 4 titres de Championne de France entre 2007 et 2010.
- Vice-championne en 2004.

### Jeux olympiques
- Participation en 2008 à Pékin (16e) et en 2012 à Londres (10e).